# Nishimura Yasufumi
Yasufumi Nishimura (sinh ngày 4 tháng 11 năm 1999) là một cầu thủ bóng đá người Nhật Bản.

## Sự nghiệp câu lạc bộ
Yasufumi Nishimura đã từng chơi cho Shimizu S-Pulse.